# Квинти (язык)
Квинти (Kwinti) — английский креольский язык Суринама, тесно связанный с языком ндюка. Насчитывает менее 300 носителей. Отделился от креольского языка, который сегодня известен как сранан-тонго, в середине XVIII века. В 1973 году среди молодого поколения было распространено переключение кодов со сранан-тонго на нидерландский, а около 70 % племени переехало в городские районы.
В 1970-х годах Ян Инглиш-Люк собрал словарный запас из 500 слов. В отличие от языка ндюка, буква r произносится так же, как в языках сранан-тонго и нидерландском, хотя позже были обнаружены носители без r. Около трёх четвертей слов были однокоренными со сранан-тонго, очень немногие (около 3 %) были однокоренными с матаваи, а около 17 % не встречались в других креольских языках и в основном происходили из нидерландского. Эти различия можно объяснить образованием, поскольку, согласно исследованию 2011 года, население Витагрона хорошо владело как голландским, так и сранан-тонго.